# 대구 삼덕초등학교 구 관사
대구 삼덕초등학교 구 관사는 대구광역시 중구에 있는 건축물이다. 2013년 12월 20일 대한민국의 국가등록문화재 제581호로 지정되었다.
삼덕초등학교 관사는 1939년 대구덕산공립심상소학교 교장 관사로 건축된 목조건축물로, 외관을 비늘판 붙임으로 하는 등 일본식 주거건축의 특징을 잘 갖추고 있으며, 근대 시기 대구지역에 건립된 교육관련 시설 가운데 현존하는 몇 안 되는 관사 건물로 가치가 있다.

## 개요
대구 중구 동덕로 26길 103(삼덕동 3가 221)에 위치한 삼덕초등 옛 관사는 일본식 목조 건축물(면적 105.8m2)로, 1939년 건축 당시 대구덕산공립심상소학교 교장 관사로 쓰다 독립 이후 2000년까지 삼덕초등 교장 관사로 사용됐다. 나무판자로 비늘판 붙임을 하는 등 일본식 주거건축의 특징을 잘 갖추고 있는 관사는 2013년 그 가치를 인정받아 국가지정 문화재로 등록됐다.s네

## 글그삼덕마루
대구 중구청은 2017년 7월 14일부터 삼덕초등학교 옛 관사(국가지정 등록문화재 제581호)를 주민커뮤니티센터 겸 어린이도서관인 '삼덕마루'로 새롭게 단장해 본격 운영하고 있다.
관사를 원형 그대로 보존해 주민사랑방, 교구놀이방, 열람실 등을 만들었다. 이곳엔 책 2천300여권과 어린이 교구 60점이 구비돼 있다. 운영시간은 매일 오전 9시부터 오후 6시까지며, 토요일엔 2시부터 6시, 일요일, 공휴일엔 휴관한다.

## 같이 보기
- 대구삼덕초등학교

## 참고 자료
- 대구 삼덕초등학교 구 관사 - 국가유산청 국가유산포털